# Sandra Segal Ikuta
Sandra Segal Ikuta (24 de junio de 1954) es una jueza federal estadounidense, perteneciente a la Corte de Apelaciones de Estados Unidos por el Noveno Circuito.

## Antecedentes
Sandra Ikuta nació y se crio en Los Ángeles, California. Completó el grado de Artium Baccalaureus (Bachelor of Arts) en la Universidad de California, Berkeley en 1976, previamente asistió a la Universidad de Stanford durante dos años. Recibió una Maestría en Ciencias en periodismo de la Universidad de Columbia en 1978 y completó su "Juris Doctor" en la Facultad de Derecho de la UCLA en 1988. Durante su estadía allí, se desempeñó como editora de la Revista de Derecho de la UCLA.
Trabajó para el Juez del Noveno Circuito Alex Kozinski de 1988 a 1989 y para la Jueza de la Corte Suprema de los Estados Unidos, Sandra Day O'Connor, de 1989 a 1990. En el año 1990 se convirtió en empleada asociada de la firma de abogados O'Melveny & Myers, para luego ser socia en 1997. 
Al momento de su nombramiento en el 2006, Ikuta era consejera general de la Agencia de Recursos de California desde enero de 2004.

## Nombramiento y confirmación
Ikuta fue nombrada en el Noveno Circuito por el presidente George W. Bush el 8 de febrero de 2006, para ocupar la vacante que dejó el Juez James R. Browning, quien tomó el estatus de Senior en 2000. Previamente, Carolyn Kuhl había sido nombrada para esa posición, pero fue obstruida por Senadores del Partido Demócrata por un año, hasta diciembre de 2004 cuando retiró su nominación. Ikuta fue votada de forma unánime por la Comisión Judicial del Senado el 26 de mayo de 2006, y confirmada 81–0 por el Senado de los Estados Unidos el 19 de junio de 2006. Fue la sexta jueza nombrada por el entonces Presidente Bush para el Noveno Circuito.
El juez Alex Kozinski, para quien ella trabajó como secretaria testificó en su nombre en la audiencia del Comité Judicial del Senado sobre su nominación.

## Casos notables
La primera opinión publicada de Ikuta en el Noveno Circuito fue United States v. Baldrich, publicada el 27 de diciembre de 2006.
Escribió el voto particular del caso de Dukes v. Wal-Mart en el 9.º Circuito, con un razonamiento que en gran medida terminó siendo adoptado por la Corte Suprema.